# One Piece (televíziós sorozat)
One Piece 2023-tól vetített koprodukciós kalandsorozat, amelyet Matt Owens és Steven Maeda alkotott, az azonos című manga alapján. A főbb szerepekben Iñaki Godoy, Emily Rudd, Mackenyu, Vincent Regan és Jeff Ward látható.
Amerikában és Magyarországon 2023. augusztus 31-én mutatta be a Netflix.

## Cselekmény
A Szalmakalap-kalózok, akik a veszélyes óceánokat, földeket és a tengeren túli világot járják be, hogy megtalálják a "One Piece"-t, a legendás kincset, amely kapitányukat, Monkey D. Luffyt a "kalózok királyává" teszi. De a tengerészgyalogosok a hajójuk nyomában vannak, és nem ők az egyetlen legénység, akik a One Piece-t keresik. A Szalmakalaposok készségekkel és elszakíthatatlan barátsággal felvértezve készen állnak az utazásra, és még inkább készen állnak arra, hogy együtt harcoljanak álmaikért.

## Szereplők

### Főszereplők
| Szereplők         | Színész                        | Magyar hang         | Leírás |
| ----------------- | ------------------------------ | ------------------- | --- |
| Monkey D. Luffy   | Iñaki Godoy                    | Kenéz Ágoston       | Lelkes leendő kalóz, aki egy rejtélyes ördögi gyümölcs, a Gumigyümölcs véletlen elfogyasztása miatt átkozott és erős gumiszerű képességekkel megajándékozott.                                                                 |
| Monkey D. Luffy   | Colton Osorio (gyerek)         | Kovács András Bátor | Lelkes leendő kalóz, aki egy rejtélyes ördögi gyümölcs, a Gumigyümölcs véletlen elfogyasztása miatt átkozott és erős gumiszerű képességekkel megajándékozott.                                                                 |
| Nami              | Emily Rudd                     | Menczel Andrea      | Rejtélyes tolvaj, aki agresszív közöny mögé rejti a múltját, és egy térképet keres a Grand Line-hoz, ahol a One Piece a szóbeszéd szerint található.                                                                          |
| Nami              | Lily Fisher (gyerek)           | Hegedűs Johanna     | Rejtélyes tolvaj, aki agresszív közöny mögé rejti a múltját, és egy térképet keres a Grand Line-hoz, ahol a One Piece a szóbeszéd szerint található.                                                                          |
| Roronoa Zoro      | Mackenyu                       | Ember Márk          | Képzett kardforgató és fejvadász mester, aki a "Három kard stílus" művészetét használja. |
| Roronoa Zoro      | Maximilian Lee Piazza (gyerek) | Tóth Márk           | Képzett kardforgató és fejvadász mester, aki a "Három kard stílus" művészetét használja. |
| Usopp             | Jacob Romero Gibson            | Gacsal Ádám         | A barátaival és szövetségeseivel szemben féktelen, de nemes, a hibájáig nemes; a mesterlövészetre, a ravaszságra és a találékonyságra specializálódott.                                                                       |
| Usopp             | Kevin Saula (gyerek)           | Rostás Ábel         | A barátaival és szövetségeseivel szemben féktelen, de nemes, a hibájáig nemes; a mesterlövészetre, a ravaszságra és a találékonyságra specializálódott.                                                                       |
| Sanji             | Taz Skylar                     | Szatory Dávid       | Dörzsölt, nőimádó, mégis sármos mesterszakács, aki elsősorban a lábait használva gyakorolja a harcművészetet, amit mentora és főszakácsa, Zeff tanított neki.                                                                 |
| Sanji             | Christian Convery (gyerek)     | Rostás Ábel         | Dörzsölt, nőimádó, mégis sármos mesterszakács, aki elsősorban a lábait használva gyakorolja a harcművészetet, amit mentora és főszakácsa, Zeff tanított neki.                                                                 |
| Monkey D. Garp    | Vincent Regan                  | Csankó Zoltán       | A tengerészgyalogság termékeny altábornagya és Luffy elhidegült nagyapja, aki Koby mentora lesz. |
| Buggy             | Jeff Ward                      | Patkós Márton       | A Buggy kalózok bohóc-témájú kapitánya, akinek az általa megevett Ördögi Gyümölcs, a Chop-Chop Gyümölcs azt a képességet adja neki, hogy a saját testét darabokra tudja osztani, és azokat saját belátása szerint irányítani. |
| Koby              | Morgan Davies                  | Nagy Gereben        | Az Alvida Kalózok kabinos fiúja, aki arról álmodik, hogy a tengerészgyalogsághoz csatlakozik. |
| Tony Tony Chopper | Mikaela Hoover                 | TBA                 | ? |

### Mellékszereplők
| Szereplők             | Színész                 | Magyar hang           | Leírás |
| 1. évadban bemutatott | 1. évadban bemutatott   | 1. évadban bemutatott | 1. évadban bemutatott |
| --------------------- | ----------------------- | --------------------- | --- |
| Helmeppo              | Aidan Scott             | Dér Zsolt             | Morgan kapitány fia, aki apja tengerészgyalogos kapitányi státuszát arra használja fel, hogy másokat is rávegyen, hogy a parancsait teljesítsék. |
| Shanks                | Peter Gadiot            | Dévai Balázs          | A Vöröshajú Kalózok kapitánya, aki Luffy gyermekkori hőse volt, és aki inspirálta őt, hogy saját csapatot alapítson.                             |
| Alvida                | Ilia Isorelýs Paulino   | Kokas Piroska         | Az Alvida kalózok könyörtelen vezetője, aki egy nagy, tüskés vasbottal harcol.                                                                   |
| Baltás Morgan         | Langley Kirkwood        | Rába Roland           | Korrupt, önimádó tengerészgyalogos kapitány, aki bebörtönözte Zorót, és Helmeppo bántalmazó apja.                                                |
| Higuma                | Tamer Burjaq            | Láng Balázs           | Gonosz bandita, aki fiatal korában megpróbálta megölni Luffyt.                                                                                   |
| Makino                | Kathleen Stephens       | Kanyó Kata            | Csapos Szélmalomfalváról, Luffy szülővárosából.                                                                                                  |
| Bogard                | Armand Aucamp           | Szabó Máté            | Tengerészgyalogos tiszt és Garp jobbkeze. |
| Cabaji                | Sven Ruygrok            | L. Nagy Attila        | Akrobata, aki a Buggy Kalózok tisztje. |
| Mázlis Roux           | Ntlanhla Morgan Kutu    | Elek Ferenc           | A vörös hajú kalózok tisztje. |
| Arlong                | McKinley Belcher III    | Schneider Zoltán      | Erős, kegyetlen halember, aki az Arlong Kalózok vezetője és az Arlong Park ura.                                                                  |
| Kaya                  | Celeste Loots           | Staub Viktória        | Árva örökösnő és Usopp közeli barátja. |
| Kuro                  | Alexander Maniatis      | Varga Gábor           | Alias "Klahadore", a Fekete Macska kalózok kapitánya és Kaya komornyikja.                                                                        |
| Sham                  | Bianca Oosthuizen       | Csifó Dorina          | A Fekete Macska kalózok tisztje és Buchi társa.                                                                                                  |
| Buchi                 | Albert Pretorius        | Jámbor József         | A Fekete Macska kalózok tisztje és Sham társa.                                                                                                   |
| Kuroobi               | Jandre le Roux          | Bognár Tamás          | Halász, aki az Arlong kalózok tisztje. |
| Merry                 | Brett Williams          | Ódor István           | Ügyvéd és Kaya vagyonának törvényes gyámja. |
| Zeff                  | Craig Fairbrass         | Szabó Győző           | Egykori kalóz, a Baratie nevű úszó étterem jelenlegi főszakácsa és tulajdonosa, valamint Sanji nevelőapja.                                       |
| Mihawk                | Steven Ward             | Simon Kornél          | A világ legnagyobb kardforgatójának tartott kalóz, a tenger hét hadurának egyike.                                                                |
| Nojiko                | Chioma Umeala           | Lamboni Anna          | Nami örökbefogadott nővére. |
| Nojiko                | Kylie Ashfield (gyerek) | Mayer Szonja          | Nami örökbefogadott nővére. |
| Genzo                 | Grant Ross              | Zöld Csaba            | Coco Village seriffje. |
| Nezumi                | Rory Acton-Burnell      | Welker Gábor          | Korrupt tengerészgyalogos kapitány, aki fedezi Arlong gaztetteit.                                                                                |
| 2. évadban bemutatott |                         |                       | |
| Smoker                | Callum Kerr             | TBA                   | ? |
| Smoker                | Matthew Leck (gyerek)   | TBA                   | ? |
| Tashigi               | Julia Rehwald           | TBA                   | ? |
| Ipponmatsu            | James Hiroyuki Liao     | TBA                   | ? |
| Dragon                | Rigo Sanchez            | TBA                   | ? |
| Crocus                | Clive Russell           | TBA                   | ? |
| Mr. 9                 | Daniel Lasker           | TBA                   | ? |
| Miss Wednesday        | Charithra Chandran      | TBA                   | ? |
| Igaram                | Yonda Thomas            | TBA                   | ? |
| Mr. 5                 | Camrus Johnson          | TBA                   | ? |
| Miss Valentine        | Jazzara Jaslyn          | TBA                   | ? |
| Miss All Sunday       | Lera Abova              | TBA                   | ? |
| Brogy                 | Brendan Murray          | TBA                   | ? |
| Dorry                 | Werner Coetser          | TBA                   | ? |
| Mr. 3                 | David Dastmalchian      | TBA                   | ? |
| Miss Goldenweek       | Sophia Anne Caruso      | TBA                   | ? |
| Wapol                 | Rob Colletti            | TBA                   | ? |
| Chess                 | Mark Penwill            | TBA                   | ? |
| K.M.                  | Anton David Jeftha      | TBA                   | ? |
| Dalton                | Ty Keogh                | TBA                   | ? |
| Dr. Kureha            | Katey Sagal             | TBA                   | ? |
| Dr. Hiruluk           | Mark Harelik            | TBA                   | ? |
| Nefertari Cobra       | Sendhil Ramamurthy      | TBA                   | ? |
| Mr. 0                 | Joe Manganiello         | TBA                   | ? |

### További szereplők
| Szereplők            | Színész             | Magyar hang    | Leírás                                                               |
| -------------------- | ------------------- | -------------- | -------------------------------------------------------------------- |
| Gold Roger           | Michael Dorman      | Epres Attila   | A kalózok egykori királya.                                           |
| Mr. Hetes            | Ben Kgosimore       | Czető Roland   | Kardforgató, akit a Baroque Works nevű bűnszervezet küldött Zoróhoz. |
| Ririka               | Nicole Fortuin      | Mezei Kitty    | Pultos Shells Townban.                                               |
| Banchina             | Chanté Grainger     | TBA            | Usopp anyja.                                                         |
| Shimotsuki Kuina     | Audrey Cymone       | Hermann Lilla  | Zoro gyerekkori barátja és gyakorlott kardforgató.                   |
| Shimotsuki Koushirou | Nathan Castle       | Rada Bálint    | Egy kardforgató mester, aki Roronoa Zoro tanítója volt.              |
| Patty                | Brashaad Mayweather | TBA            | ?                                                                    |
| Don Krieg            | Milton Schorr       | TBA            | ?                                                                    |
| Gin                  | Litha Bam           | TBA            | ?                                                                    |
| Bellemere            | Genna Galloway      | Németh Kriszta | Volt tengerészgyalogos, aki örökbe fogadta Nami-t és Nojiko-t.       |
| Narrátor             | Ian McShane         | Galambos Péter | Az első epizód narrátora.                                            |

### Magyar változat
- Magyar szöveg: Tóth Gábor
- Hangmérnök: Salgai Róbert
- Vágó: László László
- Gyártásvezető: Kablay Luca
- Szinkronrendező: Molnár Ilona
- Produkciós vezető: Haramia Judit

A szinkront az Iyuno Hungary készítette.

## Évados áttekintés
| Évad | Évad | Epizódok | Amerikai sugárzás   | Amerikai sugárzás   | Amerikai adó | Magyar sugárzás     | Magyar sugárzás     | Magyar adó |
| Évad | Évad | Epizódok | Évadpremier         | Évadfinálé          | Amerikai adó | Évadpremier         | Évadfinálé          | Magyar adó |
| ---- | ---- | -------- | ------------------- | ------------------- | ------------ | ------------------- | ------------------- | ---------- |
|      | 1    | 8        | 2023. augusztus 31. | 2023. augusztus 31. |              | 2023. augusztus 31. | 2023. augusztus 31. |            |
|      | 2    | 8        | 2026.               | 2026.               | 2026.        | 2026.               |                     |            |

## Epizódok

### 1. évad (2022)
| Sor. | Év. | Cím                                                           | Rendező       | Író                                                                | Premier             |
| ---- | --- | ------------------------------------------------------------- | ------------- | ------------------------------------------------------------------ | ------------------- |
| 1.   | 1.  | A kaland kezdete (Romance Dawn)                               | Marc Jobst    | Matt Owens és Steven Maeda                                         | 2023. augusztus 31. |
| 2.   | 2.  | A szalmakalapos férfi (The Man in the Straw Hat)              | Marc Jobst    | Ian Stokes                                                         | 2023. augusztus 31. |
| 3.   | 3.  | Hallgatni arany (Tell No Tales)                               | Emma Sullivan | Matt Owens és Damani Johnson                                       | 2023. augusztus 31. |
| 4.   | 4.  | Segítség! Kalózok! (The Pirates Are Coming)                   | Emma Sullivan | Tiffany Greshler és Tom Hyndman                                    | 2023. augusztus 31. |
| 5.   | 5.  | Együnk a Baratie-ben! (Eat at Baratie!)                       | Tim Southam   | Laura Jacqmin                                                      | 2023. augusztus 31. |
| 6.   | 6.  | A séf és a mindenes (The Chef and the Chore Boy)              | Tim Southam   | Steven Maeda és Diego Gutierrez                                    | 2023. augusztus 31. |
| 7.   | 7.  | A kardhallal tetovált lány (The Girl with the Sawfish Tattoo) | Josef Wladyka | Tiffany Greshler, Ian Stokes, Allison Weintraub és Lindsay Gelfand | 2023. augusztus 31. |
| 8.   | 8.  | A keleti Kék-Tenger legmagasabbb vérdíja (Worst in the East)  | Josef Wladyka | Matt Owens és Steven Maeda                                         | 2023. augusztus 31. |

### 2. évad (2026)
| Sor. | Év. | Cím                       | Rendező | Író                      | Premier |
| ---- | --- | ------------------------- | ------- | ------------------------ | ------- |
| 9.   | 1.  | The Beginning and the End | ?       | Matt Owens és Ian Stokes | 2026.   |

## A sorozat készítése
2017 júliusában a Súkan Sónen Jump főszerkesztője, Nakano Hirojuki bejelentette, hogy a Tomorrow Studios és a Shueisha megkezdi Oda Eiicsiró One Piece című mangasorozatának amerikai élőszereplős adaptációjának gyártását a sorozat 20. évfordulójának megünneplése keretében.
2020 januárjában Oda elárulta, hogy a Netflix megrendelte a tíz epizódból álló első évadot. 2020 májusában Marty Adelstein producer a Syfy Wire-nak adott interjújában elárulta, hogy a sorozat forgatása eredetileg Fokvárosban, a Cape Town Film Studiosban kezdődött volna valamikor augusztus körül, de a koronavírus-járvány miatt szeptember környékére halasztották. Ugyanebben az interjúban azt is elárulta, hogy mind a tíz forgatókönyvet megírták a sorozathoz, és úgy volt, hogy valamikor júniusban kezdik el a castingot. 2020 szeptemberében azonban Matt Owens vezető producer és író kijelentette, hogy a casting még nem kezdődött meg.
A forgatás 2022. január 31-én kezdődött és 2022. augusztus 22-én fejeződött be.